# Ngai-Ling Sum
Ngai-Ling Sum (* 1952) ist eine britische Soziologin und Politikwissenschaftlerin. Sie forscht vor allem zu Regulationstheorie basierend auf den Werken von Antonio Gramsci und ist Co-Direktorin des Cultural Political Economy Research Centre an der Lancaster University.
Gemeinsam mit Bob Jessop hat sie eine Cultural Political Economy entwickelt, für deren Hauptwerk Beyond the Regulation Approach: Putting Capitalist Economies in their Place sie 2006 mit dem Gunnar-Myrdal-Preis ausgezeichnet wurden. 

## Schriften (Auswahl)
- Beyond the Regulation Approach. Putting Capitalist Economies in their Place. mit Bob Jessop. Edward Elgar, Cheltenham 2007, ISBN 978-1-84542-037-6.

- Towards A Cultural Political Economy. Putting Culture in its Place in Political Economy. mit Bob Jessop. Edward Elgar, Cheltenham 2014, ISBN 978-1-84542-036-9.